# Jakar
Jakar is een stad in het midden van Bhutan. Het is de hoofdstad van het Dzongkhag (district) Bumthang. De plaats is de locatie van de regionale dzong de Jakar dzong (gebouwd in 1667).